# Igreja Matriz de Nossa Senhora do Bom Despacho
A Igreja Matriz de Nossa Senhora do Bom Despacho, é um templo católico localizado no município de Bom Despacho no Centro-Oeste de Minas Gerais, no Brasil.
Situada na Rua Miguel Gontijo, no centro da cidade, foi projetada pelo arquiteto Etelvino e  construída entre 1927 e 1948 e possui estilo gótico com uma torre de 58,73 metros de altura.

## História
A origem da majestosa Igreja Matriz de Nossa Senhora do Bom Despacho remota aos tempos do Brasil Colonial, muito antes da fundação do município. Neste período, existia uma pequena e simplória ermida chamada Capela do Bom Despacho do Picão, fundada em 1767 por Luis Ribeiro da Silva, sesmeiro que tomou posse das terras locais. De origem lusitana, também foi responsável pelo culto à Nossa Senhora do Bom Despacho, cuja imagem de madeira foi trazida de Portugal. Desta forma, a história de Bom Despacho é intrínseca a fundação da Igreja Matriz. Em 1795, a humilde capela coberta de capim deu lugar a construção de uma nova, feita de alvenaria e coberta por telhas. Todavia, já em 1812 foi proposta a demolição da capela.
Por volta de 1818, uma nova igreja seria edificada no mesmo local onde se situa a atual. Desta vez, em estilo colonial, possuía paredes de pedra de um metro e vinte de espessura e, segundo Etelvino, não possuía torre. Era uma construção sólida “pequena e sem ventilação”.
Cento e nove anos depois, a atual igreja seria construída. Em 1927, o Padre Augusto Ferreira de Andrade, (1891-1970) original de Morada Nova – MG, iniciou a construção do novo templo com apenas doze mil réis em caixa.
A construção da Matriz demandou mais de vinte anos, muito devido às intempéries do tempo nas estações de chuva, e à instabilidade das condições financeiras da época. Ademais, para sua construção, o Pe. Augusto F. De Andrade enfrentou alguns impedimentos. Inicialmente, o Pe. Nicolau Angelo Del Duca, italiano, homem decidido e respeitado por Pe. Augusto, desaprovava a demolição da Matriz existente, assim como algumas autoridades municipais e cidadãos saudosistas da época. Desta forma, foi apenas após o falecimento do Pe. Nicolau que Pe. Augusto iniciou a edificação.
Em oito de dezembro de 1927, reuniram-se na praça as principais autoridades e gente “de todas as classes” sociais, para a benção solene da primeira pedra da “Nova Matriz de Bom Despacho”. Segundo o orçamento apresentado durante a benção, a construção do novo templo fora calculada em quatrocentos contos de réis (400:000$000). Sua planta fora elaborada em Belo Horizonte pelo arquiteto Dario Renault. O responsável pela construção foi Walter Ude, auxiliado por Francisco Willuwit e o chefe do serviço foi José de Paula Etelvino.
Após a cerimônia supracitada, deu-se início às obras. Inicialmente, foi preciso nivelar o terreno e para tal empreendimento, vieram operários da construção da Estrada de Ferro Paracatu que trabalharam juntamente com os cento e vinte soldados cedidos pelo Batalhão que, além disto, emprestou um caminhão para auxiliar nas obras. Segundo o Pe. Augusto, o mesmo escolhia diariamente algumas senhoras que ficavam responsáveis por alimentar os soldados. Não obstante, antes de terminar os alicerces, a reserva financeira inicial já estava findada, mas o serviço permanecia, pois “ (…) a generosidade do povo que contribuía o necessário para o pagamento do fim de semana que raramente atrasava e por pouco tempo”. Ademais, segundo os depoimentos do Dr. Nicolau Teixeira Leite e outros, no início da obra, a população trabalhava dia e noite, carregando pedras para a reserva do alicerce. Durante a construção, duas olarias foram fundadas, uma na chácara do Gontijo e outra atrás do cemitério, nos terrenos de Antônio Assunção. Mais de um milhão de tijolos foram produzidos. De acordo com o Pe. Augusto, “a animação foi crescendo, até daqueles que tanto tinham agourado  realização da Matriz”. A população participou efetivamente para a construção, seja trabalhando de forma voluntária, através de campanhas para arrecadação de doações, rifas, leilões, barraquinhas e quermesses. Desta forma, num misto de fé e força de vontade, Bom Despacho se uniu em prol da efetivação da nova igreja.
Como toda grande obra, a edificação da igreja sofreu diversas paralisações. Seja decorrente do clima, de problemas técnicos e arquitetônicos ou mesmo por questões políticas. Um dos exemplos que podem ilustrar isto ocorreu quando o alicerce estava quase pronto e o prefeito da cidade reuniu os líderes locais, de forma extraordinária, e embargou a construção na praça, oferecendo, em contrapartida, um terreno em lugar diferente. Foi o Pe. Augusto que incessantemente lutou pela igreja. Diante deste dilema, se apresentou à Câmara e afirmou: “a câmara pode proibir a construção, na praça, mas tem que indenizar a igreja com duzentos contos e além disso, eu não permitirei a demolição da igreja velha que agora parece mais um barracão”. A construção foi mantida.
Apesar de a planta ter sido apresentada, o grande idealizador da obra foi realmente o Pe. Augusto que, por sua vez, mandava desmanchar e fazer de novo o tempo todo. Porém, em 1935, Pe. Augusto ingressou na Ordem Franciscana e partiu para a via missionária, com o objetivo de ir à Jerusalém. Desta feita, a Paróquia de Bom Despacho passou a ser dirigida pelos cônegos Gilberto e Hermano José que continuaram a obra. Em 1935, contudo, a construção já estava prestes a se concluir. A igreja já estava totalmente levantada e coberta. Faltavam ainda partes do acabamento que, segundo Sebastião Etelvino, foi de responsabilidade de José de Paula Etelvino desde a saída do Pe. Augusto. Em 1945, antes de completar a construção, D. Cabral, arcebispo metropolitano de Belo Horizonte, realizou a cerimônia de Sagração do Altar-mor, construído pelo Pe. Afonso Hansch, em mármore carrara importado da Itália, em 1944. 
A construção da Igreja Matriz de Nossa Senhora do Bom Despacho foi consolidada em 1948, sob a coordenação do Pe. Henrique Hesse. O mesmo que, em 1950, acrescentou os quatro altares laterais. Ao findar a obra, foi autorizada a demolição da capela do Rosário, que serviu às celebrações locais durante a construção.  

## Reformas
Devido ao desgaste do tempo e as melhorias que precisaram ser efetuadas, a igreja passou por uma série de pequenas e grandes reformas. A primeira delas foi em 1955, quando o Pe. João Heffels ordenou a construção da Pia Batismal e a instalação da mesa de comunhão entre a grande cúpula e o corpo da igreja. Em 1956, o mesmo pároco construiu duas rampas nas laterais de modo a facilitar o acesso de pessoas idosas e enfermas. Além das rampas, a iluminação das escadas e instalações elétricas foram realizadas. A segunda reforma ocorreu em 1960, através do Pe. Antenor. Desta vez, a igreja foi modificada apenas externamente, com o objetivo de revitalizar a pintura das paredes e cúpulas e consertar os vidros de algumas janelas. Em 1962 foi comprada a imagem de Nossa Senhora do Rosário; e em 1969 foi demolida a antiga Casa Paroquial, sendo erguida uma nova cinco meses depois.  Até o certo momento, a pintura das paredes era completamente branca, aspecto alterado em 1976, quando o edifício sofreu sua terceira reforma através do intermédio do vigário Pe. Henrique. O mesmo solicitou auxílio ao Comandante do 7° Batalhão para renovar a pintura do templo, que foi concluída sob as ordens do tenente Lacerdino Ferreira Borges, em 78 dias úteis. Os gastos calculados nessa reforma somaram quarenta e um mil cruzeiros (Cr$ 41.000,00), sendo que o orçamento estipulado fora duzentos mil cruzeiros (Cr$ 200.000,00).  
Em 1991, o Pe. Estevam realizou mais uma reforma. Desta vez os trabalhos duraram oito meses devido a magnitude do que foi feito. Todo o telhado foi reestruturado, sendo substituídas muitas peças de madeira, o edifício foi pintado externa e internamente, destacando os relevos com cores vivas: ouro bronzeado nos capitéis, creme acinzentado nos baixos e altos-relevos; e os vitrais foram restaurados pela mesma empresa paulista que os instalou em 1935, a Casa Conrado Vitrais e Cristais. Para a realização deste empreendimento, a comunidade se mobilizou. O Banco do Brasil organizou barraquinhas, arrecadando  um milhão e trezentos mil cruzeiros (Cr$ 1.300.000,00). Ademais, a loteria federal realizou um sorteio, que arrecadou dez milhões, o que possibilitou  as intervenções orçadas. Dez anos depois, em 2001, a cruz da torre sineira, de 3,50 X 2,20 metros e 128 quilos,  foi removida. Seu precário estado de conservação colocava risco. Assim, nova cruz em aço inoxidável com elementos azuis e iluminação foi proposta para o local. O relógio passaria por mesmo processo. 
Em datas desconhecidas ocorreram outras mudanças, como troca das portas; retirada da cerca da pia batismal; altar e capela mor alterado; construção de degraus sobre o piso original; a igreja recebeu pintura em tom de gelo e detalhes em tom de rosa e prata; substituição de alguns vitrais que eram verde e amarelos  e foram trocados por vitrais de cor azul e branco. Entre 2006 e 2008, vitrais sobre as portas foram alterados por imagens de Maria da Anunciação, Maria da Assunção, Maria de Belém, Maria do Calvário. A forma anterior possuía espaços centrais na cor verde e laterais em amarelo. Foi apresentada uma proposta de iluminação para a Praça da Matriz e área externa da igreja em 2014-2015. No entanto, a proposta ainda está sendo analisada. Em 2016, a  Praça foi pintada de verde, em substituição das cores amarelo e laranja. 

## A igreja
Expressão da religiosidade local, e mediante sua significância histórica, a Igreja Matriz foi tombada ainda em 2016 e hoje constitui como patrimônio histórico da cidade de Bom Despacho. Atualmente a Paróquia Nossa Senhora do Bom Despacho tem como pároco o Pe. Márcio Antônio Pacheco.
Edificada no mesmo local, todavia em posição diferente, uma vez que a Matriz anterior tinha a frente voltada para a Rua do Rosário e a atual está voltada para a Rua Faustino Teixeira, a Igreja Matriz de Nossa Senhora do Bom Despacho é uma das mais belas da região centro-oeste de Minas Gerais. De arquitetura neogótica, é o mais importante monumento histórico, artístico e religioso da cidade. O alicerce da igreja foi construído em forma basilical romana, atinge três metros de altura e dois metros de largura. Já o alicerce da torre possui cinco metros de profundidade e foi edificado com blocos de pedra arrastados, na época, por carros de boi emparelhados. As paredes laterais possuem grandes janelas com vitrais coloridos que retratam passagens litúrgicas, figuras de santos e apóstolos. Dos cinquenta vitrais, em quarenta e nove contem registrados os nomes de seus doadores.
Além dos vitrais, o acabamento da igreja contou com  outras doações e ajudas de cidadãos bondespachenses. D. Properina forneceu bonecos de celuloide das filhas como moldes para as cabeças dos anjos que embelezam o teto da capela mor e da grande cúpula. D. Elza Gontijo Assunção forneceu as imagens do trigo e do lírio que ornam a fachada e coro. D. Carminha Gouthier sugeriu o revestimento das janelas do alto da grande cúpula em quadros de puro vidro e muitas cores. A faixa “SANCTUS, SANCTUS, SANCTUS” e o símbolo eucarístico central sobre o arco, na entrada da capela mor, foram sugeridos pelo Pe. Afonso Hansch.
Sua estrutura conta com três cúpulas, cuja mais alta e central tem forma octogonal. De todo o conjunto arquitetônico, o que mais impressiona é sua torre, que mede cerca de sessenta e cinco metros de altura e, portanto, pode ser vislumbrada à distância. A igreja Matriz Nossa Senhora do Bom Despacho é de fato uma construção exuberante e um dos mais simbólicos patrimônios da cidade.                                                                                                                                                                                                              